# Magnetobainha

Modelo da magnetosfera terrestre, mostrando a posição da magnetobainha.

A magnetobainha (magnetosheath em inglês) é a região do espaço sideral entre a magnetopausa e o bow shock de uma magnetosfera planetária.